# Leptogenys peuqueti
Leptogenys peuqueti är en myrart som först beskrevs av Andre 1887.  Leptogenys peuqueti ingår i släktet Leptogenys och familjen myror. Inga underarter finns listade i Catalogue of Life.